# Baltic Pipe
De Baltic Pipe is een pijplijn voor het transport van Noors aardgas naar Polen via Denemarken. Ze is bidirectioneel maar met een beperktere capaciteit in omgekeerde richting. De pijplijn bestaat uit vijf segmenten, waarvan twee onderzeese: een 110 km lang stuk van Europipe II tot Blabjerg op de Noordzeebodem en een 275 km lang stuk op de Oostzeebodem.

## Aanleg
Het project voor de Baltic Pipe kreeg in november 2007 vorm door een samenwerkingsovereenkomst tussen het Deense Energinet, het Poolse Gaz-System en het Poolse PGNiG. Het werd opgenomen in het Trans-Europese energienetwerk: in 2013 is het door de Europese Commissie geselecteerd als Project of Common Interest en het kreeg 267 miljoen euro subsidie via de Connecting Europe Facility. De werken begonnen in 2020 maar werden in mei 2021 deels onderbroken doordat de Deense milieuvergunning werd ingetrokken. Kort na het begin van de Russische invasie van Oekraïne leverde het Deense milieu-agentschap een nieuwe vergunning af.
De pijplijn is op 27 september 2022 ingehuldigd te Goleniów door de Poolse premier Mateusz Morawiecki, de Noorse minister van Energie Terje Aasland en de Deense premier Mette Frederiksen. Op dezelfde dag werden drie grote lekken vastgesteld op de nabije Nord Stream-pijpleiding. De Baltic Pipe wordt op 1 oktober 2022 gedeeltelijk in gebruik genomen en eind november 2022 volledig. De aanleg heeft tot doel Polen onafhankelijk te maken van Russisch gas geleverd door Gazprom langs de Yamal-pijplijn. Equinor kondigde aan dat het een tienjarig contract had gesloten met PGNiG voor een gasvolume van 2,4 bcm per jaar. De capaciteit van Baltic Pipe is 10 bcm per jaar.

## Voetnoten
1. 1 2  Baltic Pipe Project, NS Energy (bezocht 27 september 2022). Gearchiveerd op 7 maart 2023.
2. ↑  CEF Energy: the Baltic Pipe celebrates its commissioning in Poland, European Climate Infrastructure and Environment Executive Agency, 27 september 2022. Gearchiveerd op 27 april 2023.
3. ↑  Baltic Pipe to restart paused construction as it obtains new environmental permit, Offshore-energy.biz, 2 maart 2022. Gearchiveerd op 26 maart 2023.
4. 1 2  Baltic Pipe: Norway-Poland gas pipeline opens in key move to cut dependency on Russia, Euronews, 27 september 2022. Gearchiveerd op 24 mei 2023.